# Carpaneto Piacentino
Carpaneto Piacentino (emilián nyelven Carpané) település Olaszországban, Emilia-Romagna régióban, Piacenza megyében. Lakosainak száma 7645 fő (2023. január 1.). Carpaneto Piacentino Cadeo, Castell’Arquato, Fiorenzuola d’Arda, Gropparello, Lugagnano Val d’Arda, Pontenure és San Giorgio Piacentino községekkel határos.

## Népesség
A település népessége az elmúlt években az alábbi módon változott:
| Lakosok száma | 7718 | 7733 | 7645 |
|               | 2017 | 2018 | 2023 |